# Esercito delle Ande
L'esercito delle Ande è stata una forza armata militare attiva tra l'inizio del 1816 e la fine del 1817 formata dalle truppe delle Province Unite del Río de la Plata — l'attuale Argentina, per la maggior parte —  e dalle truppe cilene esiliate nella città di Mendoza dopo il disastro della battaglia di Rancuaga, organizzata e diretta dal 1815 per mano del generale argentino José de San Martín e il cui obiettivo era consolidare l'indipendenza delle Province Unite, porre fine all'Impero spagnolo nei territori cileni, reinstaurare al comando il governo indipendentista e liberare il Vicereame del Perù. Era parte dell'esercito di patrioti del Sud America che combatterono durante le guerre d'indipendenza ispanoamericane svolte tra il 1810 e il 1829. Nella loro totalità, arrivarono a contare tra i 700 e i 1200 uomini nelle sue prime fasi per poi raggiungere un contingente di 3778 coscritti e 1392 civili a sommarsi alle truppe attive.
L'esercito era composto per la maggior parte da soldati di origine mulatta o nera, più della metà, infatti, erano schiavi liberti. La maggior parte dei soldati discendenti da schiavi facevano parte dei regimenti numero 7, 8 e 11 dei reparti di fanteria delle Ande. Posteriormente, anche il regimento 4 dei soldati cileni, inizialmente composto da bianchi criollos, cominciò a reclutare tra le proprie file schiavi liberti. San Martín, durante il suo comando, malgrado i numerosi tentativi per permettere ai soldati di colore di raggiungere i posti più alti dell'esercito esattamente come i loro compagni bianchi, non riuscì mai a cambiare la legge argentina che prevedesse che i generali dovessero essere d'origine bianca.
Fra i soldati, 1200 miliziani facevano parte del gruppo montato a cavallo. L'esercito contava inoltre con 16 pezzi d'artiglieria, tra cui si possono contare 10 cannoni da 6 pollici e 2 obici da 4,5 pollici. Il contingente, inoltre, era seguito, nel suo momento di massimo splendore, da un totale di 1600 cavalli extra, 9281 muli da carica e 47 lavoratori addetti al reparto sanitario.
Quest'esercito è famoso per aver essersi reso protagonista dell'attraversamento delle Ande, iniziato il 6 gennaio 1817 dalla città di Mendoza e concluso il 12 febbraio dello stesso anno con la vittoria della battaglia di Chacabuco. Per riuscire ad attraversare le alte montagne delle Ande, l'esercito si divise principalmente in due grosse colonne separate:
- La prima, comandata dal generale San Martín, attraversó le montagne passando da un valico conosciuto come "Paso de Los Patos".
- La seconda, comandata dal brigadiere Juan Gregorio de Las Heras, marció attraverso un valico più basso e dolce conosciuto con il nome di Paso de Uspallata (Passo della Cumbre) portando con sé i cannoni e il resto dell'artiglieria.[9]

Posteriormente alla Battaglia di Chacabuco, l'esercito delle Ande entrò vittorioso a Santiago de Cile, dove San Martín fu dichiarato Direttore Supremo della città. Suo malgrado, al non ricevere nessuna notizia dal governo di Buenos Aires, San Martín decise di non accettare l'onorificenza, favorendo in questo modo Bernardo O'Higgins. Posteriormente, l'esercito delle Ande si unificò con l'esercito del Cile di Bernardo O'Higgins per formare l'Esercito Unito Liberatore di Cile.